# Fátima (película de 2020)
Fátima es una película religiosa de 2020 dirigida por Marco Pontecorvo. La película está protagonizada por Joaquim de Almeida, Goran Visnjic, Harvey Keitel, Sônia Braga, Stephanie Gil y Lúcia Moniz. La película presenta la canción original Gratia Plena (Full of Grace), interpretada por Andrea Bocelli y compuesta por el compositor italiano Paolo Buonvino.

## Argumento
La película cuenta la historia de una pastora de 10 años, Lúcia dos Santos, y sus dos primos jóvenes, Francisco y Jacinta Marto, quienes informaron de haber recibido apariciones de la Bienaventurada Virgen María en Fátima, Portugal, alrededor de 1917. Sus revelaciones inspiran a los creyentes pero enfurecen a los funcionarios de la Iglesia católica y del gobierno secular, que intentan obligarlos a retractarse de su historia. A medida que se extiende la noticia de su profecía, decenas de miles de peregrinos religiosos acuden al sitio para presenciar lo que se conoce como el Milagro del Sol.

## Reparto
- Joaquim de Almeida como el padre Ferreira
- Goran Visnjic como Arturo[4]
- Stephanie Gil como la niña Lúcia dos Santos
- Alejandra Howard como la prima de Lúcia, Jacinta Marto[5]
- Jorge Lamelas como el primo de Lúcia, Francisco Marto[5]
- Lúcia Moniz como María Rosa
- Marco d'Almeida como António
- Joana Ribeiro como la Virgen María
- Sônia Braga como la hermana Lúcia (etapa adulta)
- Harvey Keitel como el maestro Nichols

## Producción

### Desarrollo
El primer crédito como director de Marco Pontecorvo fue el drama Pa-ra-da. Sus otros créditos cinematográficos incluyen trabajos en Game of Thrones y Rome, de HBO.
Bob Berney y Jeanne R. Berney, codirectores del sello cinematográfico Picturehouse, adquirieron los derechos de la película en América del Norte en 2019. Los hermanos Berney llegaron a un acuerdo con James T. Volk, presidente y fundador de Origen Entertainment, que produjo la película, en colaboración con Elysia Productions y Rose Pictures. Mientras estaba en Newmarket Films, Bob Berney lanzó y supervisó la estrategia de marketing de la película de 2004 de Mel Gibson La Pasión de Cristo.

### Filmación
En mayo de 2017, la producción grabó la misa del 100 aniversario en Fátima, celebrada por el papa Francisco. Algunos fragmentos fueron usados en los créditos. El rodaje de la película comenzó en septiembre de 2018 y se grabó en todo Portugal. Las escenas fueron filmadas en Fátima, Sesimbra, Cidadelhe (Pinhel), Tomar, Coímbra y Tapada de Mafra.

## Estreno
La película fue estrenada el 28 de agosto de 2020. Originalmente se tenía previsto su estreno para el 24 de abril de ese año, pero se pospuso debido a la pandemia del COVID-19.